# Družinsko drevo grških bogov
Označenih je dvanajst bogov Olimpa in bogovi, ki so vladali svetu (Uran, Kronos, Zevs).
```
                                   
Kaos

                                     |
                             +-------+--------------+------+
                             |                      |      |
                           
Gaja
                  
Tartar
    
Eros

                            |                       |
              +--------+----+-----+------------+    |
              |        |    |     |            |    |
           
Piton
       |    |  +--+----+       +--+-+
                       |    |  |       |          |
                       |    | 
Uran
  
Pont
      +-+------+
                       |    |   | |     |       |        |
                       |    +-+-+ |   +-+--+   
Ehidna
  
Tifon

                       |      |   |   |    |
                       |      |   +-+-+    |
                       |      |    /       |
                       |      |   /        |
     ,------------------------|--'         |
    /                  |      |            |
   /                   +------|------+-----+
  |                           |       \
  |                           |        '--------------------------------------------------------------------------------------------.
  |                           |                                                                                                      \
  |                +----------+------------------------------------------------------------------------------------------+------------|------------+--------------------+------------------------------------------------------+---------------------+
  |                |                                                                                                     |            |            |                    |                                                      |                     |
  |                |(
Titani
)                                                                                             |(
Kiklopi
)   |            |(
Hekatonhejri
)    (
Giganti
)                                                |(
Erinije
)         (
Meliade
)
  |                |                                                                                                     |            |            |                    |                                                      |                     |
  |       +------+-+-----+--------+--------+--------+--------+-------+------+---------+--------+-------+        +--------+--------+   |    +-------+------+             +----------+-----------+--------+-------+       +------+-+----------+       ...
  |       |      |       |        |        |        |        |       |      |         |        |       |        |        |        |   |    |       |      |             |          |           |        |       |       |        |          |
  |   
Okean
  
Krios
   
Kojos
     
Japet
   
Fojba
       
Tetida
  
Kronos
   
Rea
  
Temida
   
Mnemozina
 
Hiperion
 
Tija
        
Bront
  
Sterop
  
Arges
 | 
Briarej
    
Gies
  
Kotos
         
Alkionej
   
Klitij
   
Enkelad
   
Ehion
   
Atos
   
Alekto
   
Tizifona
   
Megajra

  |      |               |         |       |         |       |       |      |         |        |       |                              |                                                                          
  |      |               +-------+-|-------+         |       +-+-----+      |         |        |       |                           +--+----+--------+------+-------+
  |      |                       | |                 |       | |             \         \       |       |                           |       |        |      |       |
  |      +----+------------------|-|-----------------+       | |              \         \      |       |                        
Nerej
  
Tavmant
  
Forkis
  
Keto
  
Evribiad

Afrodita
      |(
Okeanide
)        | |                         | |               \         \     +------++                           |                |      |
  | |   +-----++----+------------|-|--------+                | |                \         \            \                           |                +--+---+
  | |   |      |    |            | |        |                | |                 \         \            \                          |                   |
  | | 
Azop
   ... 
Klimena
         | |      
Doris
              | |                  \         \            +----+------+-----+       |                   | (
Forkide
)
  | +----|----------|------------|-|----------------+--------+ |                   \         \                |      |     |       |                   | 
  |      |          +---------+--|-+        |        \         |                    \         \             
Selena
  
Eos
  
Helij
     |                 +-+--------+-----------------+----------+---------------------+-----------------+---------------+
  |      |                    |  |          +---------\--------|---------------------\---------\--------------|------|------------++                 |          |                 |          |                     |                 |               |
  |      |        +--------+--+--|----+------------+   \       |                      \         \             |      |             \               
Ehidna
       |(
Gorgone
)      
Ladon
        | (
Graje
)             |(
Hesperide
)   
Scila
            (
Sirena
)
  |      |        |        |     |    |            |   
Potos
   |                       \         \   
Metida
   |      |              \ (50 
Nereid
)               |                            |                     |                                 |
  |      |     
Atlant
   
Epimetej
  | 
Prometej
  
Menojtij
          |                        \         \    |      |      |               +-----------+-----+        +-------+-------+         +--+--+-------+         ++------+--------+---------+      ...
  |      |       |               |                             |                         \         \   |      |      |               |           |     |        |       |       |         |     |       |         |       |        |         |
  |      |       |        +------+--+         +-------+------+-+----+-------+-------+     \         \  |      |      |            
Amfitrita
  
Tetida
  ...     
Meduza
  
Steno
  
Evriala
     
Dejno
  
Enio
  
Pefredo
  
Ajgla
  
Aretuza
  
Eriteja
  
Hesperija

  |      |       |        |         |         |       |      |      |       |       |      \         \ |      |      |
  |      |     Maja     
Asterija
   
Letoja
   
Hestija
 
Hera
  
Demetra
  
Had
  
Pozejdon
 
Zevs
       \         \|      |      |
  |      |      |                  |                 |       |                       |       \         |      |      |
  |      |      |                  |                 |       |                  ++++++++++++  |        |\     |      |
  |      |      |                  |                 |       +---------+--------+| ||| |||||  |        | \    |      |
  |      |      |                  |                 |                 |         | ||| ||||+--|---+----+  |   |      |
  |      |      |                  |                 |            
Perzefona
      | ||| |||+-+-+   |       |   |      |
  |      |      +-----+------------|-----------------|---------------------------+ ||| ||+--|-----|--+----+   |      |        (
Muze
)
  |      |            |            +-------+---------|-----------------------------+|| ||   |     |  +--------|------------+-------+------+-----+--------+----------+----------+-------+--------+------+---------+---------+
  |      |          
Hermes
                 |         |                              || |++--|-----|-----------+      |     |       |      |     |        |          |          |       |        |      |         |         |
  |      |            |               +----+--+      |                              || | |  \-----|---------\        |   
Melete
  
Mneme
  
Aoede
  
Klio
  
Melpomena
  
Terpsihora
  
Talija
  
Evterpa
  
Erato
  
Uranija
  
Polihimnija
  
Kaliopa

  |    
Ajgina
         |               |       |      +-------------+----------------+| +-|--------|---+------\-------+
  |      |            |            
Artemida
  
Apolon
                |                 |   |        |   |       -----------+---------------------+------------------+
  |      +----+-------|--------------------------------------------|-----------------+   |     
Atena
  |                  |                     |                  | 
  |           |       |                          +--------+--------+--+--------+         |           
Ersa
                |                   
Astraja
          
Mojre
 (
Kloto
, 
Lahezis
, 
Atropos
)
  |         
Ajak
      |                          |        |           |        |     +-+-+---+                           |                     
  |                   |                         
Ares
  
Ejlejtija
  
Hefajst
  
Heba
       | |     |                           |  (Avkso, Karpo, Talo) 
  |                   |                          |                                  ..... 
Pandije
                       
Hore
         in
  +-------------------|---------------+----------+                                                                          (Dike, Evnomija, Ejrene)
  |                   |               |
  +---------------+---+    +------+---+----+--------+
                  |        |      |        |        |
                  |     
Anteros
  
Eros
   
Harmonija
  
Himerij
  
                  |
     +----------+-+----------+-------+------+
     |          |            |       |      |
  
Evnomija
  
Hermafrodit
     
Pejo
  
Rodos
  
Tihe
```

### Grška imena so poslovenjena skladno s temi knjigami:
- Joël Schmidt: Slovar grške in rimske mitologije. Prevedla Veronika Simoniti. Ljubljana: Mladinska knjiga (Zbirka Cicero), 1995. (COBISS)
- Bronislava Aubelj: Antična imena po slovensko. Ljubljana: Modrijan, 1997. (COBISS)
- M. C. Howatson (ur.): Antika: leksikon. Prevedla Ksenija Dolinar idr. Ljubljana: Cankarjeva založba (Leksikoni Cankarjeve založbe), 1998. (COBISS)